# 阿帕蘭

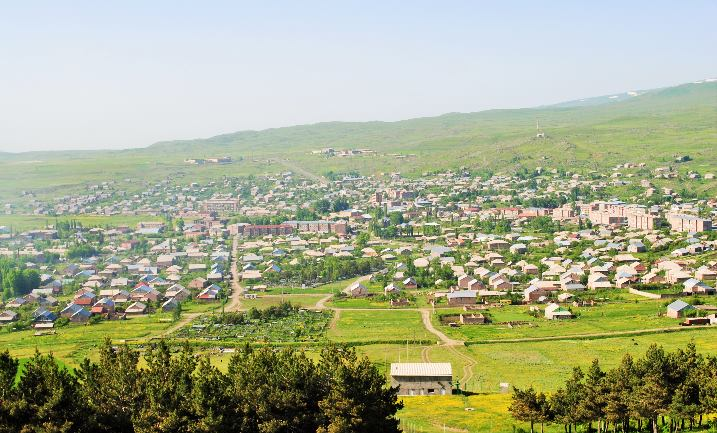

阿帕蘭是亞美尼亞的城鎮，位於阿拉加茨山東面山腳，由阿拉加措特恩州負責管轄，距離首都葉里溫50公里，面積27.7平方公里，海拔高度1,880米，2010年人口6,614。